# جهاز الإنذار

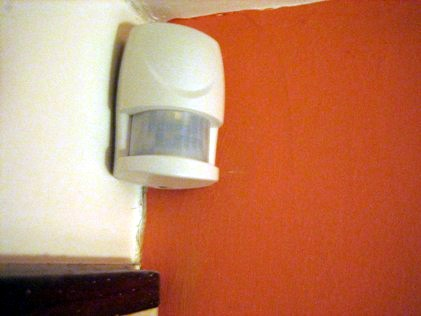
جهاز متحسس للحركة.

جهاز الإنذار هو جهاز إلكتروني يساعد على حماية السيارات، والمكاتب، والمنازل، وغير ذلك من المباني الأخرى ضد السرقة، تتعدد استخدامات جهاز الأنذار، حيث يمكن استخدام إجهزة الإذار للتنبيه من الحرائق، والكوارث وغيرها، ويستخدم هذا الجهاز أيضاً لتنبيه الشخص وبالتالي استدعاء الشرطة، يتم هذا التنبيه باستخدام جرس أو صفارة أو أضواء أو أصوات مسجلة على شريط. وتتكون معظم هذه الأجهزة من ثلاثة أجزاء هي جهاز إحساس، ووحدة تحكم، ووسيلة إنذار، ويقوم جهاز الإحساس بكشف اللص أو الحركة عامة، فيرسل إشارة إلى وحدة التحكم التي تقوم تشغيل وحدة الإنذار.

## أنواع أجهزه الإنذار
تتنوع أجهزة الإنذار ضد السرقة إلى نوعين:
- النوع الأول: أجهزة إنذار ضد السرقة سلكية، يتم توصيلها بأسلاك إلى الجهاز الرئيسى الذي يقوم بتغذية هذه الأجهزة بالكهرباء اللازمة لها والفولت التي تعمل من خلاله، وغالب استخدامات هذه الأجهزة في الشركات الكبرى أو المصانع أو الهيئات والمؤسسات.
- النوع الثانى: أجهزة إنذار ضد السرقة لاسلكية، نوع يستخدم في المطاعم لحماية الناس من الحريق، وتعمل هذه الأجهزة على إرسال إشارات إلى الجهاز الذي يقوم بتنبيه صاحب السيارة أوصاحب المنشأة التي يوضع عليها هذا الجهاز وذلك كلى يقوم بأخذ استعداداته للحفاظ على ممتلكاته.

## مكونات جهاز الإنذار اللاسلكي
- مزود بلوحة مفاتيح وشاشة LCD.
- 2 أجهزة تحكم ويمكن زيادتهم حتى 8.
- حساس كسر باب ونوافذ.
- كاشف حركة.
- سرينة.
- لوحة تحكم.
- يعمل جهاز الإنذار بدون أسلاك.
- يعمل في عدم وجود الكهرباء لأنه مزود بمدخرة كهربائية داخلية تعمل عند انقطاع التيار الكهربائي.
- جهاز الإنذار مزود بكاشف حركة يعمل على مسافة 10 متر بزاوية مقدارها 180 درجة وتزداد هذه المسافة في الظلام وفق نظرية عمل الأشعة تحت الحمراء.
- يستخدم جهاز الإنذار اللاسلكي لحماية المنزل من السرقة وانبعاث الغاز والحريق.
- لوحة التحكم:

سهلة التركيب ومن خلالها يتم برمجة جهاز الإنذار ومزودة بلوحة مفاتيح وشاشة LCD.
- حساس حركة:

عند وجود أي حركة في المكان يقوم باكتشافها وعندها تصدر السرينة صوت قوى لتنبيه الجميع بحدوث شئ مريب في المكان.
- حساس فتح باب أو شباك:

يعمل عند محاولة اللص فتح الباب أو النافذة وبالتالى فان جهاز الإنذار يصدر منه صوت قوى. 2 أجهزة تحكم قابلين للزيادة إلى 8 ومن خلال جهاز تحكم تستطيع التحكم في فتح وإغلاق جهاز الإنذار.
- السرينة:

يجب توصيلها بلوحة التحكم فعند حدوث حركة أو فتح الباب أو النافذة تصدر صوت قوى لإرهاب السارق ولتنبيه الجميع بوجود شئ مريب في المكان.
وتستخدم كاميرات مراقبة كعامل مساعد مع أجهزه الإنذار ضد السرقة حيث هناك كاميرات مراقبهة مزودة بحساسات حركة تقوم بإعطاء تنبيه لجهاز الإنذار ليقوم بعمله في حالة حدوث حركة داخل المكان.